# Jugoslawische Eishockeyliga 1981/82
Die Saison 1981/82 war die 40. Spielzeit der jugoslawischen Eishockeyliga, der höchsten jugoslawischen Eishockeyspielklasse. Meister wurde zum insgesamt 20. Mal in der Vereinsgeschichte der HK Jesenice.

## Modus
In der Hauptrunde absolvierte jede der acht Mannschaften insgesamt 28 Spiele. Der Erstplatzierte der Hauptrunde wurde Meister. Für einen Sieg erhielt jede Mannschaft zwei Punkte, bei einem Unentschieden gab es einen Punkt und bei einer Niederlage null Punkte.

## Hauptrunde

### Tabelle
|    | Klub                   | Sp | S  | U | N  | T   | GT  | Punkte |
| -- | ---------------------- | -- | -- | - | -- | --- | --- | ------ |
| 1. | HK Jesenice            | 28 | 24 | 2 | 2  | 258 | 103 | 50     |
| 2. | HK Olimpija Ljubljana  | 28 | 24 | 2 | 2  | 315 | 62  | 50     |
| 3. | HK Celje               | 28 | 16 | 4 | 8  | 179 | 127 | 36     |
| 4. | HK Roter Stern Belgrad | 28 | 11 | 3 | 14 | 144 | 166 | 25     |
| 5. | KHL Medveščak Zagreb   | 28 | 10 | 2 | 16 | 103 | 158 | 22     |
| 6. | HK Partizan Belgrad    | 28 | 10 | 1 | 17 | 123 | 177 | 21     |
| 7. | HK Kranjska Gora       | 28 | 8  | 4 | 16 | 120 | 200 | 20     |
| 8. | HK Spartak Subotica    | 28 | 0  | 0 | 28 | 85  | 334 | 0      |

Sp = Spiele, S = Siege, U = Unentschieden, N = Niederlagen